# Rhenus
Grupa Rhenus – niemieckie przedsiębiorstwo świadczących usługi logistyczne. 

## Działalność
Zarządzanie kompleksowymi łańcuchami zaopatrzenia i innowacyjnymi usługami o wartości dodanej odbywa się na 4 płaszczyznach działalności:

### Contract Logistics
Firma Rhenus oferuje szeroki zakres usług logistycznych na terenie całej Europy. Jako firma z bogatymi tradycjami, zorientowana na własne moce, Rhenus łączy indywidualne dla każdego klienta rozwiązania dotyczące przepływu materiałów z siecią centrów logistycznych ulokowanych w całej Europie. Do tego należą także kompleksowe rozwiązania logistyczne na płaszczyznach logistyki zaopatrzenia, produkcji i dystrybucji.
Organizacja i sterowanie łańcuchami zaopatrzenia w połączeniu z wysokiej klasy usługami o wartości dodanej oraz kompleksowe magazynowanie i rozbudowa magazynów są stałymi częściami składowymi profilu usług. Firma Rhenus dysponuje wysoką specjalizacją branżową. Między innymi dotyczy ona następujących sektorów: Industrial Goods, Automotive, Health Care, Consumer Goods, Media & Merchandise, Home Service, Office Systems, Air Handling.

### Freight Logistics
Transport światowy to duże wyzwanie. Stale trzeba zdobywać nowe rynki i wytyczać nowe szlaki. Firma Rhenus wykorzystuje wszystkie rodzaje szlaków: drogowe, kolejowe, wodne i powietrzne. Transportuje różne rodzaje ładunków: od ładunków zbiorowych, aż po częściowo lub całkowicie załadowane, od ładunków o wymiarach standardowych do ładunków ponadwymiarowych, od zleceń w trybie zwykłym po ekspresowe, od transportu krajowego aż po międzynarodową logistykę zaopatrzeniową i dystrybucyjną – a wszystko to objęte jest możliwością śledzenia na bieżąco trasy przesyłki.
Firma posiada 140 własnych oddziałów, znajdujących się w Europie i Azji i wsparcie partnerów, korespondentów i agentów w dalszych 140 oddziałach na całym świecie. Rhenus Freight Logistics działa w Niemczech w powiązaniu z System Alliance, a w Europie z System Alliance Europe. Codziennie w trasie jest 4.000 ciężarówek firmy Rhenus. Rocznie firma Rhenus dostarcza na miejsce ponad dziewięć milionów przesyłek, około 7,7 tony dóbr wszelkiego rodzaju.

### Port Logistics
Rhenus Port Logistics projektuje dla swoich klientów kompleksowe koncepcje dotyczące zadań zaopatrzeniowych i dystrybucyjnych. Tworzy, steruje i wykorzystuje międzykontynentalne sieci dostaw. Przedsiębiorstwo dysponuje własnymi mocami w portach morskich oraz w głębi kraju, jak również dostępem do połączeń kolejowych.
Rhenus należy do kategorii full-service-provider w dziedzinie transportu, przeładunku i składowania dóbr masowych, masowej drobnicy, towarów ciężkich i urządzeń. Jako oferent kompleksowych, indywidualnie dostosowanych do każdego klienta rozwiązań, podejmuje się także szerokiej palety zadań: przykładowo osuszania i docinania importowanego drewna lub sortowania i mieszania węgla.

### Public Transport
W dziedzinie podmiejskiej komunikacji publicznej firma Rhenus łączy korzenie regionalne z doświadczeniami europejskimi: Jej nazwa jest synonimem atrakcyjnych i tanich usług. Tam, gdzie firma przejmuje lokalną i regionalną komunikację autobusową, systematycznie i na długi czas zmniejsza się obciążenie budżetu publicznego. W sektorze kolejowego przewozu osób pasażerowie po zmianie operatora linii odczuwają skok jakościowy – zyskują o wiele lepszą obsługę przy stałej cenie przejazdu.
W przypadku prywatyzacji przedsiębiorstw komunikacji podmiejskiej często pojawia się znaczna swoboda działania. Ponieważ Rhenus zna z praktyki różne modele, może całkowicie wykorzystać tę swobodę. W ten sposób firma tworzy optymalne rozwiązania, dostosowane do potrzeb pasażerów, pracowników i właścicieli.